# Fiolka Najdenowicz
Fiolka Najdenowicz, właśc. Wioletta Stefania Najdenowicz (ur. 25 grudnia 1963 w Nowej Dębie) – polska wokalistka pochodzenia bułgarskiego. Członkini Akademii Fonograficznej ZPAV. Była nazywaną „polską Björk”.

## Życiorys

### Wczesne lata
Urodziła się w Nowej Dębie jako córka Polki i Bułgara. Dzieciństwo spędziła w Bułgarii. Do Polski powróciła w wieku 11 lat, dopiero po przyjeździe nauczyła się poprawnie mówić po polsku pod kierunkiem ciotki w Tarnobrzegu.
Przed rozpoczęciem kariery muzycznej pracowała w radiowej Trójce w audycji Zapraszamy do Trójki, to wówczas Marek Niedźwiecki wymyślił dla niej pseudonim „Fiolka”. Była też redaktorką naczelną magazynu erotycznego „Wamp”.

### Kariera
W 1985 zaśpiewała utwór „Zatoka spokojnych głów” w duecie z Wojciechem Waglewskim i zespołem Voo Voo, z którym odbyła także trasę koncertową po Związku Radzieckim i Szwecji. W 1988 wraz ze Sławomirem Starostą założyła zespół Balkan Electrique, grający elektroniczny pop z elementami folkloru bułgarskiego. Pierwsze koncerty duetu odbyły się w Niemczech, a ich oprawa plastyczna została opracowana przez Kaina Maya.
Współpracowała ze szwedzką formacją Army of Lovers, a także zespołami muzycznymi – Tubylcy Betonu, Closterkeller i Wilki. Można ją także było zobaczyć w teledysku grupy Golden Life, poświęconego ofiarom tragicznego pożaru w hali Stoczni Gdańskiej.
W 2000 nagrała pierwszy album solowy, zatytułowany po prostu Fiolka, który na rynku ukazał się 12 marca 2001. Producentem i autorem muzyki z tej płyty był Leszek Biolik z zespołu Republika, teksty pisali m.in. Grzegorz Ciechowski i Lech Janerka, a na płycie gościnnie zaśpiewali Renata Przemyk i Wojciech Seweryn. Płyta zapewniła piosenkarce Fryderka 2001 w kategorii „Album roku – techno/elektronika/dance”.
Wspólnie z Michałem Bajorem i Małgorzatą Walewską nagrała utwór „Dove Vai” do ekranizacji powieści Henryka Sienkiewicza Quo Vadis? (2001) w reżyserii Jerzego Kawalerowicza. Wykonała piosenkę „Dziewczyna hakera” do komedii sensacyjnej Janusza Zaorskiego Operacja „Koza” (2002). Z kolei w komedii fantastycznonaukowej Jerzego Gruzy Yyyreek!!! Kosmiczna nominacja (2002) zaśpiewała utwór „Komu ja”.

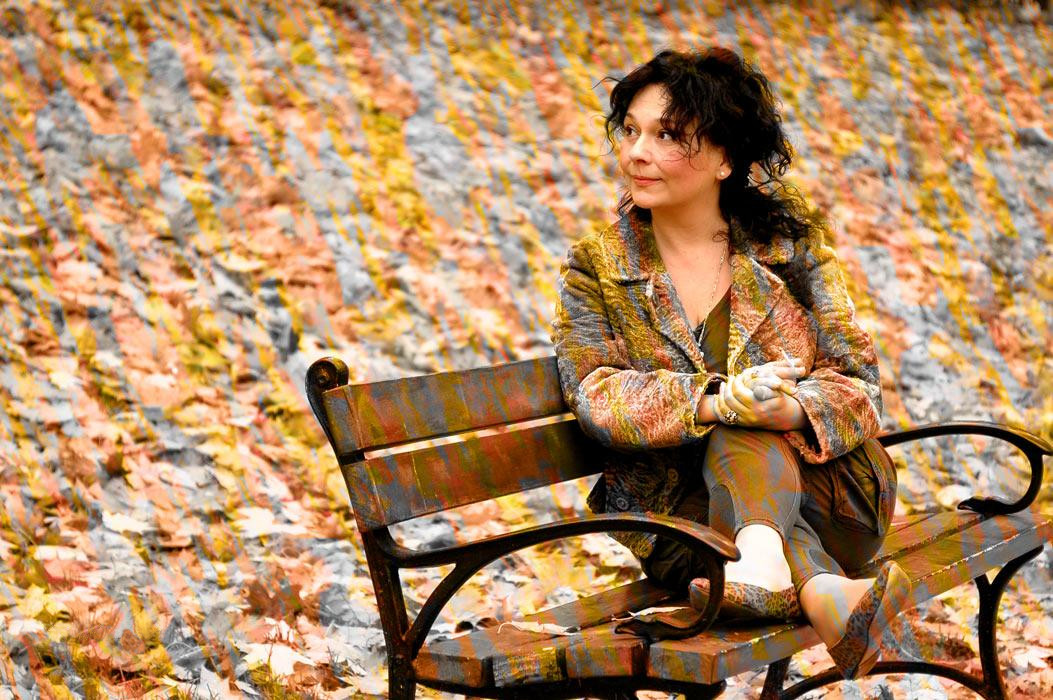
Najdenowicz (2011)

W 2004 zakończyła karierę muzyczną. Zarabiała jako opiekunka do zwierząt, zarobkowo dbała o ogrody, poza tym pracowała jako agentka ubezpieczeniowa, była pomocą domową i kelnerką. W 2013 zamieszkała w Londynie, gdzie podjęła pracę w restauracji jako kelnerka. W 2015 wydała autobiografię pt. Głośny śmiech. Byłam gwiazdą, zostałam bezdomną wolontariuszką. Rok potem ukazała się druga książka o jej życiu pt. Trup w szparagach, w której opisała swoje dwuletnie doświadczenie jako wolontariuszka Workaway.

## Dyskografia

### Albumy solowe
| Rok  | Tytuł                                              | Pozycja na liście |
| Rok  | Tytuł                                              | POL               |
| ---- | -------------------------------------------------- | ----------------- |
| 2001 | Fiolka - Data: 12 marca 2001 - Wydawca: Sony Music | 19                |

Single
| 1999                           | „Fiolkah”                                   | –  |
| 2001                           | „Głośny śmiech”                             | 18 |
| 2001                           | „Nie ma nic”                                | 28 |
| 2003                           | „Proszę kłam”                               | 41 |
| 2008                           | „Paparuga” (projekt Sanja Ilić & Balkanika) | –  |
| „–” pozycja nie była notowana. |                                             |    |

### Z Balkan Electrique
- Sexmix (EP) (1990)
- Balkan Electrique (1991)
- Piosenki o miłości (1994)
- Piosenki (2004)

### Gościnnie
- Voo Voo – Muzyka do filmu Seszele (1990)
- Formacja Nieżywych Schabuff – Schaby (1991)
- Closterkeller – Violet (1993)
- Wilki – Acousticus Rockus (1994)
- Robert Gawliński / Wilki – Największe przeboje (2000)[21]
- Renata Przemyk – The Best Of (2003)
- Marcin Rozynek – Księga urodzaju (2003)
- Sanja Ilić & Balkanika – Balkan Koncept, w utworze „Paparuga” (2008)

## Książki
- Fiolka Najdenowicz: Głośny śmiech. Byłam gwiazdą, zostałam bezdomną wolontariuszką. Sophisti Books, 2015, s. 280. ISBN 978-83-92-904-98-4.
- Fiolka Najdenowicz: Trup w szparagach. Sophisti Books, 2016. ISBN 978-83-94-254-73-5.